# Daccapo
(Fabrizio De André, Verranno a chiederti del nostro amore, citato in Daccapo di Dario Franceschini)
Daccapo è un romanzo di Dario Franceschini, del 2011, edito da Bompiani.
Il libro narra la trasformazione del notaio Dalla Libera, innescata dalla scioccante rivelazione del padre, che sul letto di morte gli confida di aver generato 52 figli da altrettanti incontri segreti con le prostitute di Ferrara.

## Trama

### Ippolito
Ippolito Dalla Libero è un famoso notaio della provincia mantovana, ritenuto da tutti un esempio di onestà. Iacopo è suo figlio e conduce lo studio notarile da quando il padre è bloccato a letto. Ippolito si sente ormai prossimo al trapasso e chiama il figlio per rivelargli l'esistenza di 52 figli illegittimi, avuti con altrettante prostitute. Come sua ultima volontà chiede al figlio di rintracciarli e spartire l'eredità in parti uguali. Sconvolto, Iacopo inizialmente pensa di non dare seguito al desiderio paterno, poi invece si decide a scoprire la verità.

### Mila
Iacopo si reca nei quartieri bassi di Ferrara e inizia la ricerca a partire dal primo nome sulla lista paterna. Trova Anna che ha generato uno dei figli di Ippolito, ma la signora è molto anziana e non parla. Se ne prende cura una giovane e affascinante prostituta di nome Mila, dal carattere estremamente allegro e amante della vita. Iacopo cede al suo fascino e finiscono a letto. Recuperati i vestiti, Mila gli fa conoscere il suo mondo e gli abitanti che lo popolano. Iacopo entra in contatto con la vita di ladri, prostitute e semplici lavoratori, fatta di gioia, colori e di una trama più vera della realtà inamidata in cui ha sempre vissuto. Infine Mila lo porta da un vecchio, che tiene la memoria storica del quartiere e scopre che i figli illegittimi sono 53 e non 52.

### Albina
Tornato a casa, Iacopo trova il padre in stato di incoscienza e dunque non può rivolgergli le domande che lo assillano. In un cassetto della camera del padre, Iacopo trova una lettera indirizzata a lui, in cui scopre un altro segreto del padre. Il giorno dopo il padre spira e al funerale il prete tesse lodi sperticate sul marito, padre e avvocato dai costumi irreprensibili.

### Iacopo
Iacopo prende la busta contenente il testamento del padre ed estrae due fogli: il primo lo rende erede universale e non nomina i figli illegittimi, il secondo lascia la casa a lui e alla moglie e il resto delle proprietà divisa in 52 parti. Ippolito non esita a stracciare il testamento in cui viene nominato unico erede, tenendo solo l'altro. Poi mette mano a ricostruire il rapporto con la moglie; va da Mila e le chiede un aiuto per realizzare l'idea che ha in mente. I due vanno al mare e posizionano la cinepresa sulla riva. Sul bagnasciuga scrivono con un bastone i nomi dei figli di Ippolito, uno dopo l'altro, mentre il precedente viene cancellato dall'onda che risale la spiaggia. I nomi femminili sono scritti da Mila e quelli maschili da Iacopo. La cinepresa riprende la sabbia e la parte inferiore delle gambe di chi scrive, in modo da lasciar interpretare allo spettatore l'identità delle due figure.

### Accoglienza
Il libro è stato recensito da riviste e quotidiani tra cui l'Espresso e Il secolo XIX.

## Edizioni
- Dario Franceschini, Daccapo, collana Letteraria italiana, Bompiani, 2011,  p. 220.